# Water of Buchat
Water of Buchat är ett vattendrag i Storbritannien.   Det ligger i kommunen Aberdeenshire och riksdelen Skottland, i den norra delen av landet, 700 km norr om huvudstaden London.